# Pronombres japoneses
Los pronombres en el idioma japonés son usados con menos frecuencia que en otras lenguas, principalmente porque el japonés es un idioma pro-drop y no se requiere la mención explícita gramatical del sujeto en la oración, y también porque existen mecanismos alternativos que permiten inferir los referentes de una acción, como el uso de los verbos auxiliares ageru, kureru, morau. Así, raramente los pronombres de otro idioma pueden traducirse al japonés uno por uno.
La mayoría de los pronombres japoneses no son puros; es decir, en japonés las palabras usadas como pronombres tienen otros significados, por ejemplo, 私 (yo) significa "privado" o "personal".
Las palabras que usa un hablante japonés para referirse a otra persona toman en cuenta el sistema que abarca más honoríficos y debe entenderse dentro de este marco. La elección del pronombre dependerá del estatus social del hablante en comparación con el oyente, el sujeto, y los objetos de la declaración.
Como norma general, los pronombres en primera persona (e.g. watashi, 私) y segunda persona (e.g. anata, 貴方) se omiten, especialmente en el lenguaje formal. En muchas oraciones, al igual que en castellano, los pronombres como "yo" y "tú", son omitidos a veces en japonés. Los pronombres personales pueden ser dejados de lado cuando es evidente que el hablante está hablando sobre algo.
Cuando se necesita declarar el tema de la oración como claridad, se usa la partícula wa (は), pero no es necesaria cuando el tema puede deducirse del contexto. También, es frecuente usar verbos que pueden indicar el sujeto de la oración en circunstancias certeras: por ejemplo, kureru (くれる) significa "dar", pero en el sentido de "alguien me da algo o alguien muy cercano a mí"; mientras ageru (あげる) también significa "dar", pero en el sentido de "alguien da algo a alguien (normalmente a mí no)". Las frases que constan de un único adjetivo (como los que terminan en -shii) son a menudo tomadas por el hablante como sujeto. Por ejemplo, el adjetivo sabishii sólo puede tener un único significado "Estoy solo."
Así, los pronombres en primera persona se usan normalmente sólo cuando el hablante quiere poner un énfasis especial en el hecho de referirse a sí mismo, o si es necesario dejarlo claro. En algunas situaciones puede considerarse burdo al referirse al oyente (segunda persona) por un pronombre. Si es necesario declarar la segunda persona expresamente, al apellido del oyente se le añade -san o es usado generalmente algún otro honorífico (como "cliente", "profesor", o "jefe").
Las diferencias de género en el idioma japonés también entrañan otro desafío, ya que hombres y mujeres usan pronombres diferentes para referirse a sí mismos. La posición social también determina como una persona se refiere a sí misma, tal como una persona se refiere a la persona de la que está hablando.

## Lista de pronombres japoneses
La siguiente lista está incompleta. Son las numerosas formas de los pronombres japoneses, que varían según la región, dialecto, y así sucesivamente. Esta lista presenta las formas más usadas comúnmente.
| Romaji                  | Hiragana       | Kanji            | Nivel                                      | Sexos                              | Notas |
| - YO -                  | - YO -         | - YO -           | - YO -                                     | - YO -                             | - YO - |
| ----------------------- | -------------- | ---------------- | ------------------------------------------ | ---------------------------------- | --- |
| watashi                 | わたし         | 私               | Formal/Informal                            | ambos                              | En contextos formales o educados, es neutral en cuanto al género; en el habla informal, generalmente solo lo usan las mujeres. El uso por parte de los hombres en un contexto casual puede percibirse como rígido.                                                                              |
| watakushi               | わたくし       | 私               | Muy formal                                 | ambos                              | La versión más formal y educada. |
| ware                    | われ           | 我               | Muy formal                                 | ambos                              | Utilizado en estilo literario. También se utiliza como segunda persona grosera en dialectos occidentales. |
| waga                    | わが           | 我が             | Muy formal                                 | ambos                              | Significa "mi", "mío" o "nuestro". Usado formalmente; 我が社 waga sha (nuestra compañía) o 我が国 waga kuni (nuestro país). |
| ore                     | おれ           | 俺               | Informal                                   | hombres, raramente mujeres         | Usado con frecuencia por hombres. Puede verse brusco dependiendo de la situación. Establece un sentido de masculinidad. Usado con jóvenes o de bastante estatus, indicando nuestro propio estatuto. Entre amigos íntimos o familiares, señala más familiaridad que masculinidad o superioridad. |
| boku                    | ぼく           | 僕               | Formal/Informal                            | hombres y niños, raramente mujeres | Usado para dar un sentido de deferencia casual, se usa el mismo kanji para sirvientes (僕shimobe), especialmente masculino, forma una Palabra Sino-Japonesa. |
| washi                   | わし           | 儂               | Formal/Informal                            | hombres maduros                    | Coloquial. Usado a menudo en creaciones ficticias que representan estereotipos de hombres mayores. |
| jibun                   | じぶん         | 自分             | Formal/Informal                            | hombres                            | Literalmente "uno mismo"; utilizado como pronombre reflexivo o personal. Puede transmitir una sensación de distancia cuando se usa de la última manera. También se utiliza como pronombre casual en segunda persona en el dialecto de Kansai.                                                   |
| atai                    | あたい         | 私               | Muy informal                               | mujeres                            | Versión de jerga de あたし atashi. |
| atashi                  | あたし         | 私               | Informal                                   | mujeres                            | A menudo considerado bonito. Raramente usado en el lenguaje escrito, pero común en la conversación, sobre todo entre mujeres jóvenes. |
| atakushi                | あたくし       | 私               | Formal                                     | mujeres                            | |
| uchi                    | うち           | 家               | Informal                                   | principalmente mujeres jóvenes     | Significa yo mismo. Usado con frecuencia en los dialectos de Kansai y Kyūshū. Se usa el mismo kanji para casa(家 uchi). |
| (nombre propio)         |                |                  | Informal                                   | ambos                              | Usado por niños pequeños, considerado bonito. |
| oira                    | おいら         | 俺ら             | Informal                                   | ambos                              | Similar a 俺, pero más casual. |
| ora                     | おら           | 己               | Informal                                   | ambos                              | Dialecto en Kanto y zonas del norte. Usado por niños influenciados por muchos personajes de series como Dragon Ball y Crayon Shin-chan. |
| wate                    | わて           | 私               | Informal                                   | ambos                              | Dialecto kansai. |
| shōsei                  | しょうせい     | 小生             | Formal, escrito                            | hombres                            | Usado entre colegas académicos. |
| - TÚ -                  |                |                  |                                            |                                    | |
| anata                   | あなた         | 貴方, 貴男, 貴女 | Formal/informal                            | ambos                              | Los kanjis son raramente usados. No se utiliza mucho cuando estamos hablando directamente con alguien, es mejor usar el nombre del destinatario. Usado comúnmente por mujeres para dirigirse a su marido o amante, muy similar a "cariño".                                                      |
| kijo                    | きじょ         | 貴女             | Formal                                     | mujeres                            | El kanji es raramente usado. También utilizado por mujeres para referirse a su marido, equivalente a 'cariño' o 'amado'. |
| anta                    | あんた         |                  | Informal                                   | ambos                              | Versión de あなた anata. Parecido a omae. A menudo expresa enfado o desprecio hacia otra persona. Generalmente se ve rudo y maleducado. Usado por hombres maduros que también usan washi en lugar de watashi.                                                                                   |
| otaku                   | おたく         | お宅, 御宅       | Formal, cortés                             | ambos                              | Forma cortés de decir "tu casa", también usado como un pronombre para dirigirse a una persona con un ligero sentido de distancia. Otaku / Otakku / Otaki / Otakki también convertido en jerga para referirse a algún tipo de geek/friki, ya que ellos se dirigen a los demás como Otaku.        |
| omae                    | おまえ         | お前             | Muy informal                               | ambos                              | Usado con más frecuencia por hombres, pero usado también por mujeres. A veces expresa desprecio/enfado. Usado análogamente con おれ ore. Nunca debe decirse a personas mayores. |
| temee, temae            | てめえ, てまえ | 手前             | Rudo y agresivo                            | principalmente hombres             | Temee, es una versión más ruda de temae. Lo usa el hablante cuando está muy enfadado. |
| kisama                  | きさま         | 貴様             | Extremadamente hostil y rudo               | principalmente hombres             | Históricamente era muy formal, pero ha degenerado en sentido irónico en el que el hablante expresa hostilidad / indignación hacia el destinatario. |
| kimi                    | きみ           | 君               | Informal                                   | ambos                              | El kanji significa seños (arcaico). Generalmente se escribe con 僕 boku. Se usa el mismo kanji para escribir -kun. Es informal para subordinados; puede ser también afectuoso; muy educado formalmente. A veces rudo cuando se usa con superiores, personas mayores o extraños.                 |
| on-sha                  | おんしゃ       | 御社             | Formal                                     | ambos                              | |
| ki-sha                  | きしゃ         | 貴社             | Formal, similar a "onsha"                  | ambos                              | |
| - ÉL / ELLA -           |                |                  |                                            |                                    | |
| ano kata                | あのかた       | あの方           | Muy formal                                 | ambos                              | A veces pronunciado ano hou, pero con el mismo kanji. |
| ano hito                | あのひと       | あの人           | Formal                                     | ambos                              | Literalmente, "aquella persona". |
| yatsu                   | やつ           | 奴               | Informal                                   | ambos                              | Una cosa (muy informal), tío, tipo, chico. |
| koitsu                  | こいつ         | 此奴             | Muy informal, implica desprecio            | ambos                              | Denota una persona o cosa cercano al hablante. |
| soitsu                  | そいつ         | 其奴             | Muy informal, implica desprecio            | ambos                              | Denota una persona o cosa cercano al oyente. Análogo a "él/ella", o "éste/aquel". |
| aitsu                   | あいつ         | 彼奴             | Muy informal, implica desprecio            | ambos                              | Denota una persona o (menos frecuente) cosa lejana al hablante y oyente. Análogo a "él/ella" o "este/aquel". |
| kare                    | かれ           | 彼               | Formal (neutro) e informal (novio)         | hombres                            | También puede significar novio. Antiguamente 彼氏 kareshi era su equivalente pero ahora siempre significa "novio". |
| kanojo                  | かのじょ       | 彼女             | Formal (neutro) e informal (novia)         | mujeres                            | Puede significar también "amante". |
| - NOSOTROS / NOSOTRAS - |                |                  |                                            |                                    | |
| watashitachi            | わたしたち     | 私達             | Formal                                     | ambos                              | |
| bokutachi               | ぼくたち       | 僕達             | Informal                                   | masculino                          | Usado entre amigos masculinos, compañeros. |
| oretachi                | おれたち       | おれ達           | Muy informal                               | masculino                          | Usado entre amigos masculinos, compañeros, sobre todo adolescentes. |
| hei-sha                 | へいしゃ       | 弊社             | Formal y humilde                           | ambos                              | Usado para representar la compañía de alguien. Desde un significado Sino-Japonés "compañía humilde". |
| waga-sha                | わがしゃ       | 我が社           | Formal, usado para representar mi compañía | ambos                              | |
| - ELLOS / ELLAS -       |                |                  |                                            |                                    | |
| karera                  | かれら         | 彼等             | Común en el japonés hablado y escrito      | ambos                              | |
| kanojotachi             | かのじょたち   | 彼女たち         | Común en el japonés hablado y escrito      | mujeres                            | |
| - OTROS PRONOMBRES -    |                |                  |                                            |                                    | |
| ware-ware               | われわれ       | 我々             | Formal "nosotros" a veces "ellos"          | ambos                              | |

| Rōmaji                  | Hiragana                | Kanji                           | Significado             | Nivel                   | Género                  | Notas |
| - Pronombres arcaicos - | - Pronombres arcaicos - | - Pronombres arcaicos -         | - Pronombres arcaicos - | - Pronombres arcaicos - | - Pronombres arcaicos - | - Pronombres arcaicos - |
| ----------------------- | ----------------------- | ------------------------------- | ----------------------- | ----------------------- | ----------------------- | --- |
| asshi                   | あっし                  |                                 | Yo                      |                         | hombres                 | Del periodo Edo. |
| sessha                  | せっしゃ                | 拙者                            | Yo                      |                         | hombres                 | Usado por los samurai en el periodo Edo. Del significado sino-japonés "Alguien que es torpe". |
| waga-hai                | わがはい                | 我が輩,吾輩                     | Yo                      |                         | ambos                   | Literalmente "mi tipo; mi clase", pero usado de forma un tanto pomposa como un pronombre en primera persona del singular. |
| soregashi               | それがし                | 某                              | Yo                      |                         |                         | Antigua forma de "watakushi". |
| warawa                  | わらわ                  | 妾                              | Yo                      |                         |                         | Antigua forma de "watakushi". |
| yo                      | よ                      | 余, 予                          | Yo                      |                         | hombres                 | Arcaico, pronombre en primera persona del singular. |
| nanji                   | なんじ                  | 汝, también 爾 pero menos común | Tú                      |                         | ambos                   | Plasmado como なむち namuchi en los textos más antiguos y después como なんち nanchi o なんぢ nanji. |
| onushi                  | おぬし                  | 御主                            |                         |                         | hombres                 | Usado por los samurai para hablar con la gente de igual o menor rango. Literalmente significa "maestro". |
| sonata                  | そなた                  | 其方 (raramente usado)          | Tú                      |                         | ambos                   | Originalmente un pronombre deíctico mesial que significa "que lado; que forma; que dirección"; usado como pronombre en segunda persona ligeramente respetuoso en la época medieval japonesa, pero ahora se usa cuando se habla de forma vulgar y en tono antiguo. |

## Sufijos
Los sufijos son añadidos al pronombre para convertirlos en plural.
| Rōmaji       | Hiragana     | Kanji        | Nivel | Género       | Notas |
| - NOSOTROS - | - NOSOTROS - | - NOSOTROS - | - NOSOTROS - | - NOSOTROS - | - NOSOTROS - |
| ------------ | ------------ | ------------ | --- | ------------ | --- |
| tachi        | たち         | 達           | Informal. ejemplos: - 私達, watashi-tachi, - あなた達, anata-tachi - 彼女たち, kanojo-tachi - 君たち, kimi-tachi | ambos        | Marcan el plural del pronombre. watashi (yo) se transforma en watashi-tachi (nosotros). También puede añadirse a nombres indicando que una persona está con alguien más (Ryuichi-tachi = Ryuichi y los demás). |
| kata o gata  | がた         | 方           | Formal (ej. あなた方)                                                                                            | ambos        | Más formal que 達 tachi. |
| domo         | ども         | 共           | Humilde (ej. 私ども, watakushi-domo)                                                                             | ambos        | Puede sonar grosero decirle a alguien humilde. |
| ra           | ら           | 等           | Informal (彼らkare-ra 俺ら, ore-ra, 奴ら, yatsu-ra, あいつら, aitsu-ra)                                          | ambos        | Usado con pronombres informales. Usado frecuentemente con palabras hostiles (ej. お前ら, omae-ra). |